# El Guabo
El Guabo est une ville de la province d'El Oro, en Équateur. Chef-lieu du canton d'El Guabo, elle est située à quelques kilomètres de la capitale provinciale, Machala.

## Histoire
Le 1er décembre 2024, une tuerie a lieu à El Guabo tuant 10 personnes.